# Sant'Angelo (rione de Roma)
Sant'Angelo es el undécimo rione de Roma, indicado como R. XI. La importancia histórica de este rione procede sobre todo de la presencia en su territorio del antiguo Gueto de Roma y la Gran Sinagoga.

## Geografía física
Sant'Angelo es el rione más pequeño de Roma. Se encuentra en la orilla izquierda del Tíber, delante de la Isla Tiberina, limitando en sentido horario desde el oeste con los rioni de Regola, Sant'Eustachio, Pigna, Campitelli y Ripa. Al suroeste se encuentra el río. El territorio del rione es plano, y al ser muy bajo, antes de la construcción de los muros de contención del Tíber estaba particularmente expuesto a las crecidas del río.

### Territorio
El rione limita con:
- Pigna: Via Florida, Via delle Botteghe Oscure
- Campitelli: Via dell'Aracoeli, Vicolo Margana, Piazza Margana, Via dei Delfini, Via Cavalletti, Via della Tribuna di Campitelli, Via Montanara, Via del Teatro di Marcello
- Ripa: Via del Foro Olitorio, Via di Monte Savello
- el Tíber: Lungotevere dei Cenci
- Regola: Via del Progresso, Piazza delle Cinque Scole, Via di Santa Maria del Pianto, Via in Publicolis
- Sant'Eustachio: Via dei Falegnami, Via di Sant'Elena, Largo Arenula

## Historia

### La edad romana:Circus Flaminius

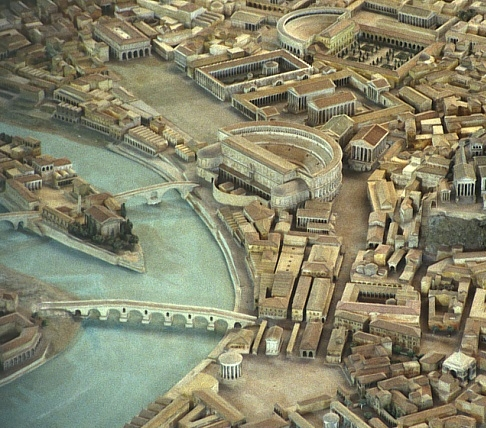
Maqueta de la zona meridional de la IX regio, Circus Flaminius, a principios del, vista desde el sur. El teatro en primer plano es el de Marcelo, el que está en segundo plano es el de Balbo, a la derecha del cual puede verse la Crypta Balbi. La gran plaza es lo que queda del Circo: en el lado norte de la plaza están, de derecha a izquierda, el Pórtico de Octavia y el de Filipo.

Durante principios de la edad romana, el territorio de Sant'Angelo se encontraba fuera de las murallas servianas, pero al situarse frente a la Isla Tiberina, donde el río se podía atravesar fácilmente (al menos en verano), tenía una gran importancia estratégica. Los puentes Cestio y Fabricio, construidos en el siglo I a. C. uniendo la isla con las orilla derecha e izquierda del río respectivamente, aumentaron aún más la importancia de la zona.
Durante el Imperio Romano, la zona pasó a formar parte de la IX Regio (Circus Flaminius), la cual recibía su nombre del segundo circo de Roma por orden de importancia, construido aquí en el siglo III a. C. por Cayo Flaminio. La zona que rodeaba el Circo Flaminio, situado cerca de la Colina Capitolina y del Foro Romano, fue destinada por Augusto a ser parte del centro monumental de Roma, con edificios dedicados a representaciones teatrales (el Teatro de Marcelo y el Teatro de Balbo), y templos.
Además, hacia finales del siglo I a. C. se construyeron dos magníficos pórticos, ambos reconstrucciones de pórticos republicanos: el Pórtico de Octavia y el Pórtico de Filipo. El primero fue erigido por Augusto, que lo dedicó a su hermana Octavia, el segundo fue erigido por su suegro Filipo. Parte del espacio necesario para estos edificios se obtuvo a expensas del Circo Flaminio, que fue desmantelado por Augusto.

### La Edad Media:Sant'Angelo in foro piscium

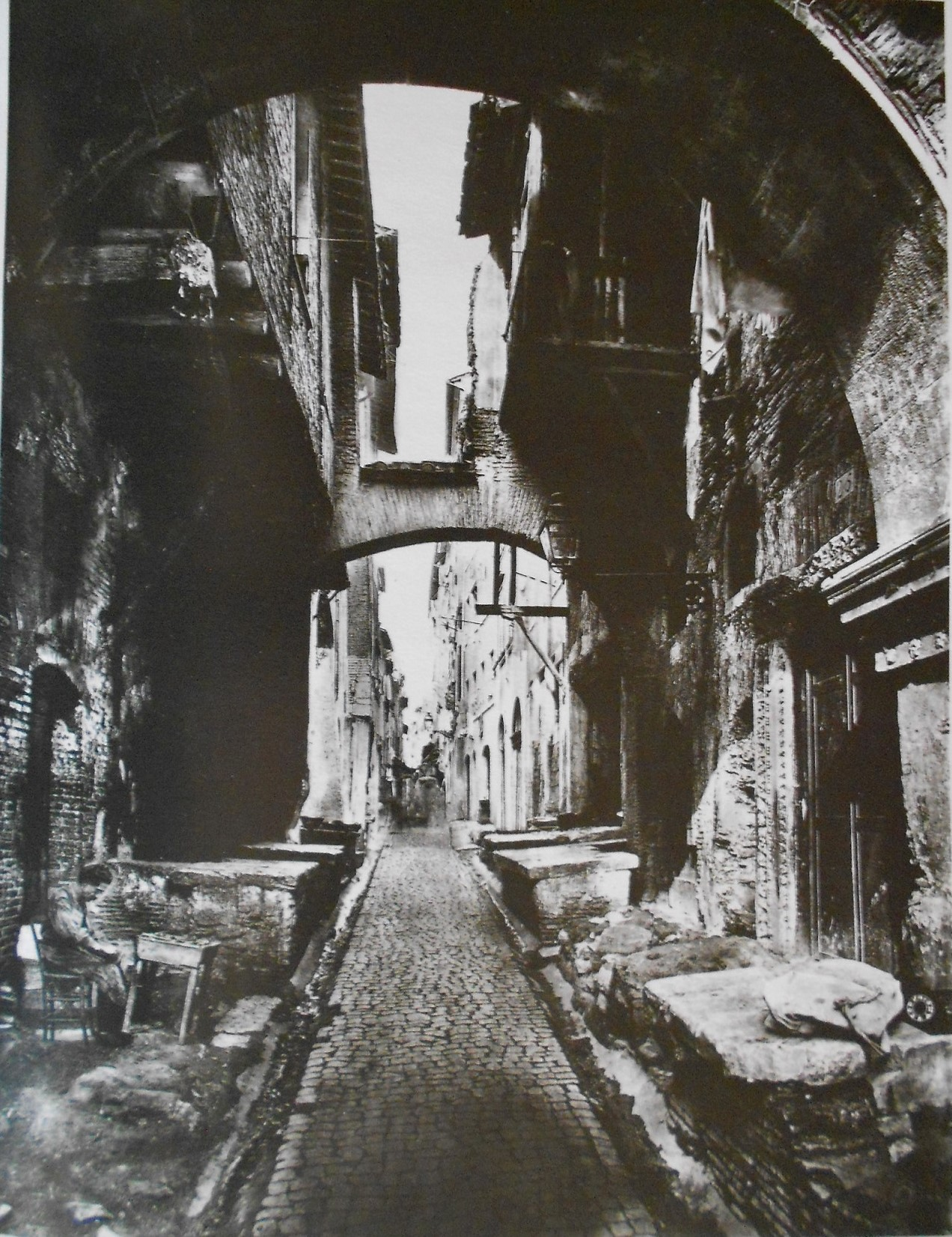
La Pescheria in via del Portico d'Ottavia (ca. 1860). Pueden verse las placas de mármol donde se vendía el pescado a ambos lados de la calle. Las casas de la izquierda fueron demolidas junto con el Gueto en 1885, mientras que las de la derecha existen todavía, y albergan algunos de los mejores restaurantes de cocina judía de Roma.

Después de la caída del Imperio Romano, los edificios monumentales cayeron en la ruina, pero algunos de ellos fueron transformados en fortalezas. Varios factores desempeñaron un papel importante en esta transformación: en primer lugar, el tamaño y solidez de estas construcciones; además, la cercanía al Tíber (tras la destrucción de los acueductos durante la Guerra Gótica, el río se convirtió en la única fuente de agua potable para la ciudad); por último, la posibilidad de controlar el acceso a la orilla derecha mediante los puentes Fabricio, Cestio y Emilio, los únicos transitables todavía en el interior de las murallas aurelianas a principios de la Edad Media.
Las familias baronales de los Fabi y, más tarde, los Savelli, los cuales también poseían sobre el Aventino la fortaleza llamada Rocca Savella, se instalaron dentro de las ruinas del Teatro de Marcelo, mientras que los Stefaneschi construyeron dentro del Teatro y la Cripta de Balbo el castillo llamado Castrum aureum, que más tarde donaron al Monasterio de Santa Caterina.
Sin embargo, el mercado de pescado se trasladó aquí desde el Foro Piscario, situado cerca del Foro Romano, entre las ruinas del Pórtico de Octavia, y permaneció allí hasta finales del siglo XIX, convirtiéndose en uno de los lugares más pintorescos de Roma.
Durante la Edad Media, la zona recibió el nombre de Vinea Thedemari, mientras que su parte septentrional era llamada Calcaràrio por los hornos de cal (calcare), que durante siglos producían cal quemando los mármoles de los Foros.
Más tarde apareció también la denominación actual Sant'Angelo, por la iglesia más importante del rione, Sant'Angelo in Foro Piscium («Sant'Angelo en el mercado de pescado»). Esta iglesia, construida en 770 dentro de los propileos del Pórtico de Octavia, tuvo una gran importancia histórica durante la Edad Media. Desde aquí, el domingo de Pentecostés de 1347, los romanos, dirigidos por Cola di Rienzo, lanzaron el asalto a la Colina Capitolina en un intento de restaurar la república romana.
Sant'Angelo, siendo al igual que los rioni vecinos de Regola y Ripa un barrio esencialmente obrero, albergó muchos gremios: cerca de la iglesia de Santa Caterina estaban los cordeleros, que retorcían las cuerdas en el patio porticado de sesenta metros de longitud de la Crypta Balbi. En las Botteghe Oscure (literalmente «tiendas oscuras», así se llamaban las arcadas del Teatro de Balbo) se producía cal, mientras que los herreros y los caldereros tenían sus talleres dentro de las arcadas del Teatro de Marcelo. Por último, los cardadores y los desmochadores tenían sus talleres en la iglesia de San Valentino, mientras que los pescaderos tenían su mercado en la Via del Portico d'Ottavia, donde vendían el pescado sobre unas tablas de mármol que eran alquiladas a alto precio por las familias nobles romanas. Sobre el muro junto al pórtico puede verse todavía en la actualidad la copia de una placa de mármol (el original está en los Museos Capitolinos), cuya longitud da la dimensión máxima de los peces que se podían vender enteros. A aquellos que eran más largos había que cortarles la cabeza, que debía darse a los conservadores (los consejeros municipales de la Roma papal), que la usaban para preparar una sopa de pescado.
La actividad más característica del mercado de pescado era el llamado cottío, es decir la venta en subasta del pescado, que tenía lugar cada noche a las dos. Particularmente esperado era el cottío de la víspera de Nochebuena, el cual era frecuentado por muchísimos romanos que iban a obtener el pescado para la cena de Nochebuena. Para los romanos este cottío constituía el inicio de las fiestas navideñas.

### Renacimiento:Serraglio delli Ebrei

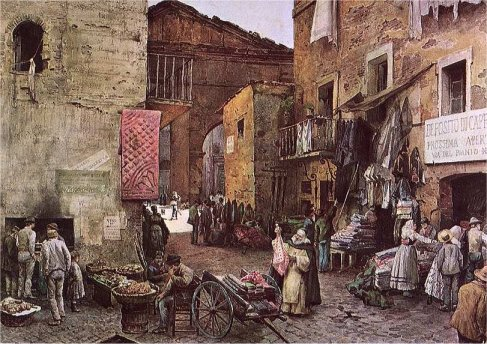
El Gueto desaparecido: Via Rua en una acuarela de Ettore Roesler Franz (1880 ca.). La Via Rua (Rua es una palabra análoga al francés rue) era la calle principal del viejo Gueto. Aquí se situaban muchos chatarreros y vendedores de ropa usada.

El Renacimiento llegó a Sant'Angelo en torno a mediados del siglo XV. En aquella época Lorenzo Manili, un noble romano entusiasta de su ciudad, construyó su residencia decorando la fachada con relieves romanos y una larga inscripción en latín, donde exalta el renacimiento de la ciudad eterna.
En el siglo XVI, los Savelli hicieron construir encima del Teatro de Marcelo un bellísimo palacio, obra de Baldassarre Peruzzi, que posteriormente pasó a ser propiedad de los Orsini.
Mientras tanto, en la parte norte del rione, otra poderosa familia, los Mattei, construyó cuatro palacios, que formaban juntos una manzana, llamada Isola dei Mattei. También en esta época otras familias nobles, como los Costaguti, los Santacroce y los Serlupi, decidieron construir sus residencias en Sant'Angelo.
Pero, mientras el viento del Renacimiento estaba empezando a soplar en Roma, otro evento cambió profundamente el destino del rione: la llegada de los judíos. Desde el inicio de la era cristiana había una colonia hebrea en Roma, pero en aquella época los judíos vivían en Transtiberim, cerca del actual Puerto de Ripa Grande.
A causa de la decadencia del comercio fluvial, a principios del siglo XV abandonaron la orilla derecha y se dispersaron por toda la ciudad. En aquella época, en Roma vivían unos dos mil judíos: 1200 en Sant'Angelo (aquí constituían el ochenta por ciento de la población), 350 en Regola, y 200 en Ripa, mientras que los otros estaban distribuidos por el resto de barrios.
Aproximadamente un siglo después, el 14 de julio de 1555, el papa Paulo IV, uno de los líderes de la Contrarreforma, promulgó la bula «Cum nimis absurdum», en la que revocaba todos los derechos de la comunidad israelita y la encerraba en un barrio amurallado, el Gueto. Los cristianos que eran propietarios de los edificios situados en el interior del recinto pudieron mantener la propiedad pero, gracias al llamado jus gazzagà (derecho de posesión), no podían ni echar a los inquilinos ni aumentar los alquileres.
El muro estaba interrumpido por dos puertas, las cuales se abrían al alba y se cerraban por la noche, una hora después del atardecer entre noviembre y pascua, y dos horas después el resto del año. La zona tenía forma trapezoidal, y casi no contenía edificios destacables. La única plaza importante, la Piazza Giudea, estaba dividida por el muro en dos partes. Las tres iglesias que se situaban en el Gueto fueron desconsagradas y demolidas poco después de su construcción.
A los judíos de Roma se les permitía ejercer solo trabajos de bajo grado, como chatarreros o pescaderos. También podían ejercer préstamos a garantía, y esta actividad provocaba el odio de los romanos contra ellos. En el juego del lotto, podían jugar solo números bajos (de uno a trenta) y pertenecientes a la misma decena, tanto que, cuando se extraían números de este tipo, los romanos decían que en el Gueto ese día era fiesta grande.
Cuando salían fuera de su barrio, los hombres debían llevar un paño de color amarillo (el sciamanno), y las mujeres un velo amarillo (el mismo color de las prostitutas). Durante las fiestas debían divertir a los cristianos participando en competiciones humillantes. Debían correr desnudos con una cuerda alrededor del cuello, o con las piernas en un saco. A veces los judíos se hacían montar por los soldados a modo de caballos. Cada año el rabino jefe debía rendir homenaje al Caporione (el jefe de los conservadores) en la Colina Capitolina, recibiendo a cambio una patada en el trasero. Con esta «ceremonia», la comunidad judía recibía el permiso de permanecer otro año en la ciudad eterna. Además, cada sábado la comunidad judía era obligada a escuchar un sermón obligatorio delante de la iglesia de San Gregorio a Ponte Quattro Capi, justo fuera del recinto.
En el momento de su construcción, en el Gueto (como en casi toda Roma) no había agua corriente. No obstante, algunos años después los pontífices hicieron construir en el rione varias fuentes, y una de ellas fue colocada en la Piazza Giudea.
Naturalmente, la gran cantidad de población que vivía en una zona tan pequeña, junto con la pobreza de la comunidad, causó unas terribles condiciones higiénicas. La zona, muy baja y cerca del Tíber, se inundaba a menudo. Durante la peste de 1656, ochocientos habitantes de cuatro mil murieron a causa de la epidemia. Sant'Angelo, que era el rione con menor superficie, era también, gracias a la presencia del Gueto, el que tenía mayor densidad de población.

### La Edad Moderna

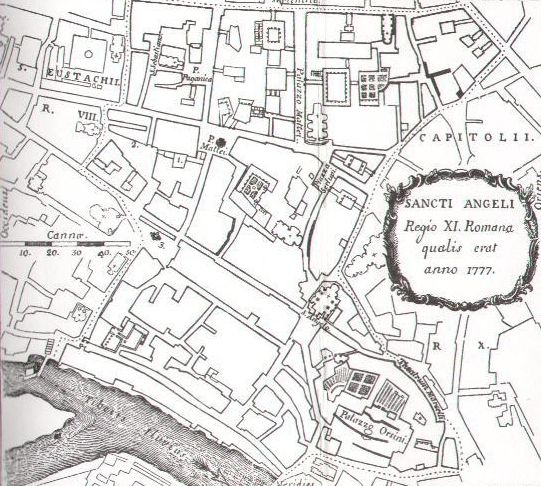
Sant'Angelo nell'anno 1777 (mapa publicado por Monaldini). En la parte meridional de la planta, al oeste del Teatro de Marcelo, es visible el Gueto, encerrado por su muro.

Los siglos XVII y XVIII pasaron sin eventos dignos de mención para el rione: el centro de gravedad de la Iglesia se había trasladado ya de Letrán al Vaticano y al Borgo, y la Colina Capitolina había perdido su importancia como zona residencial en favor de la llanura del Campo Marzio.
Las cosas empezaron a cambiar con la Revolución Francesa. En 1798, durante la República Romana, se abrieron finalmente las puertas del Gueto, y se plantó el árbol de la libertad en la Piazza Giudea. Desafortunadamente, la caída de Napoleón hizo que los judíos volvieran al recinto amurallado.
En 1847, Pío IX ordenó la demolición del muro pero, a causa de la resistencia de los romanos, la tarea se tuvo que realizar por la noche. No obstante, no fue hasta después del 20 de septiembre de 1870, cuando los judíos de Roma dejaron de ser considerados ciudadanos de segunda clase.
Tras la unificación italiana, el rione fue alterado por grandes transformaciones. Se construyeron enormes muros de contención a lo largo del río, los lungoteveri, para evitar los efectos ruinosos de las crecidas, y esto exigió la demolición de la pintoresca fila de casas que se reflejaba en el Tíber. Aunque los judíos eran ya ciudadanos libres, el Gueto estaba abarrotado como antes por la comunidad israelita, pero las siempre precarias condiciones higiénicas impulsaron a una solución radical.
Todo el barrio fue demolido en 1885, gastando mucho más de los cinco millones de liras presupuestados originalmente, y se construyeron nuevos edificios alrededor de la nueva sinagoga, que se adaptaban mal al entorno que los rodea. La única parte de Sant'Angelo que puede dar todavía una idea del viejo gueto es la situada a lo largo de la Via della Reginella, incluida en el recinto a principios del siglo XIX.

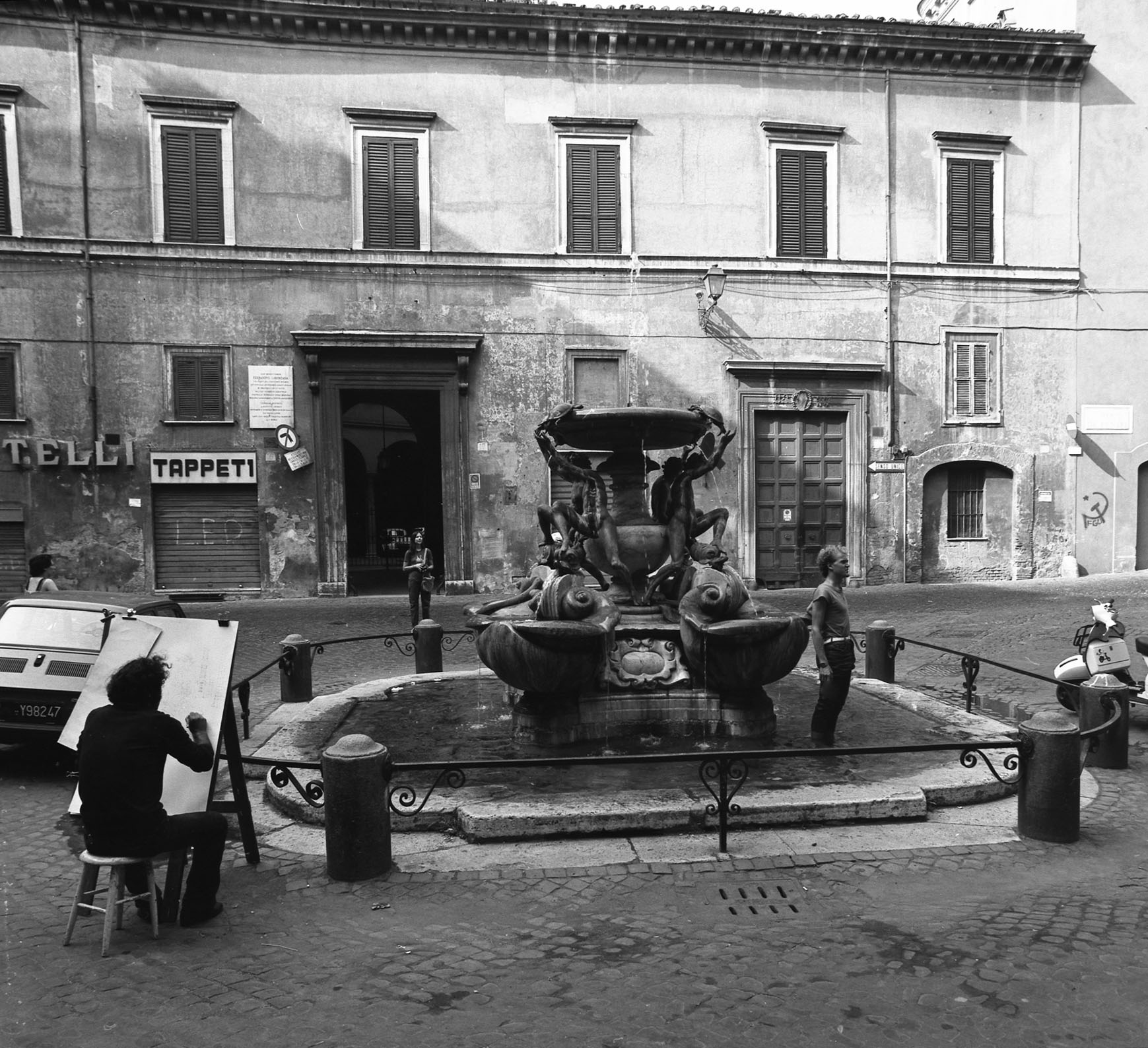
La Piazza Mattei en 1982.

Durante los años veinte del siglo XX, Sant'Angelo fue afectado por el gigantesco programa de demoliciones puesto en práctica por el régimen fascista. En 1926, el barrio que rodeaba el Teatro de Marcelo fue demolido, al mismo tiempo que el monumento fue aislado y restaurado. Desaparecieron así muchos callejones y plazas pintorescas, pero, por otra parte, salieron de nuevo a la luz varios templos romanos. Además, se pudieron restaurar con cuidado bellísimas casas medievales hasta ese momento escondidas bajo añadidos posteriores.
Finalmente, en 1940, en el lado septentrional del rione la Via delle Botteghe Oscure fue ensanchada drásticamente, y también aquí cayeron víctima de la piqueta iglesias y palacios.
Después de las demoliciones de la época fascista, se decidió modificar los límites históricos del rione, establecidos en 1743 bajo el papa Benedicto XIV. Sant'Angelo se extendió así, incorporando partes marginales pero importantes de los rioni limítrofes de Campitelli y Ripa.
Durante la ocupación alemana de Roma en el curso de la Segunda Guerra Mundial, la comunidad judía romana fue obligada a pagar 50 kg de oro a las SS para evitar la deportación a los campos de concentración nazis, pero esto no fue suficiente: a pesar del pago del rescate, el 16 de octubre de 1943 2091 de ellos fueron deportados, y muchos de ellos murieron en Alemania. También muchos otros fueron asesinados el 24 de marzo de 1944 en las Fosas Ardeatinas.

### Sant'Angelo en la actualidad
A principios del siglo XXI Sant'Angelo sigue siendo una de las zonas más características de la vieja Roma. Mientras que la parte septentrional del rione, con su laberinto de callejones estrechos y solitarios que la protegen del tráfico, mantiene un carácter exclusivamente residencial, la parte meridional se sigue caracterizando por la fuerte presencia judía. Las calles que rodean al Pórtico de Octavia mantienen así la atmósfera de un pueblo, y albergan muchos establecimientos y trattorie (dirigidos en su mayor parte por judíos), que, con sus alcachofas a la judía y filetes de bacalao, perpetúan la tradición de la cocina judía romanesca.
La presencia de una fuerte comunidad judía hace necesaria una presencia continua, aunque discreta, de la Polizia y los Carabinieri, dispuestos sobre todo en las cercanías de la Sinagoga, para prevenir atentados.
Sant'Angelo alberga también varias instituciones culturales, como el Istituto dell'Enciclopedia Italiana, la Discoteca Nazionale y el Centro di Studi Americani, que posee la biblioteca europea más importante que tiene como sujeto a los Estados Unidos.

### Escudo

En una primera versión, el escudo del rione era un pez blanco en campo gules. El escudo actual es un ángel sobre fondo rojo, con un ramo de palmera en la mano izquierda. En otra versión, el Ángel aparece con una espada en la mano derecha y una balanza en la izquierda.

## Monumentos y lugares de interés

### Arquitectura civil
- Isola dei Mattei: 
  - Palazzo Mattei di Paganica
  - Palazzo Mattei di Giove
  - Palazzo di Giacomo Mattei
  - Palazzo Mattei-Caetani
- Palazzo Costaguti
- Palazzo Santacroce
- Casa dei Vallati
- Casa di Lorenzo Manili
- Albergo della catena
- Palazzo Orsini Savelli

### Arquitectura religiosa

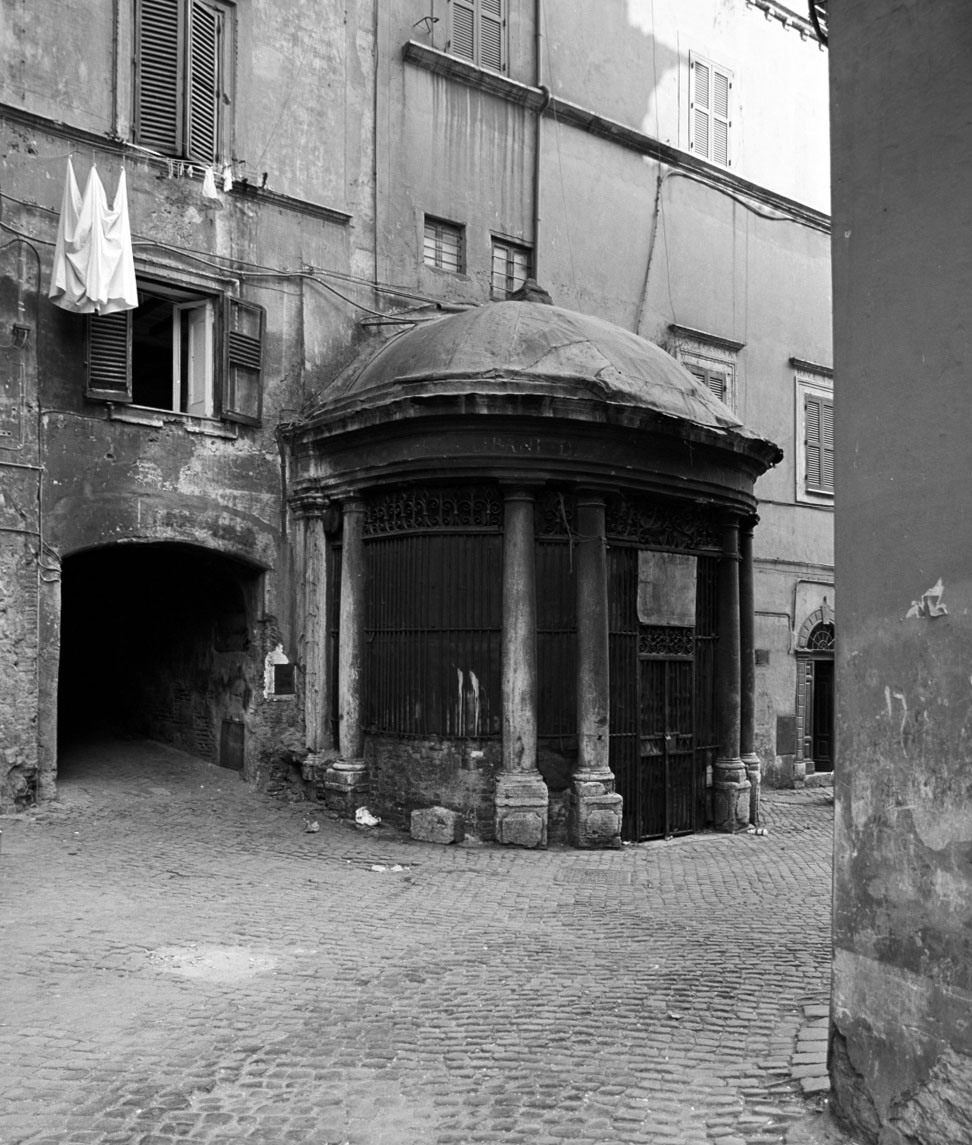
El Tempietto del Carmelo en la Piazza Costaguti.

- Gran Sinagoga de Roma, en el Lungotevere De' Cenci.
- Iglesia de Sant'Ambrogio della Massima, en la Via di Sant'Ambrogio.
- Iglesia de Sant'Angelo in Pescheria, en la Via del Portico D'Ottavia.
- Iglesia de Santa Caterina dei Funari, en la Via dei Funari.
- Iglesia de San Gregorio della Divina Pietà, en la Piazza Gerusalemme.
- Iglesia de Santa Maria in Portico in Campitelli, en la Piazza di Campitelli.
- Basílica di San Nicola in Carcere, en la Via del Teatro Marcello.
- Iglesia de Santo Stanislao dei Polacchi, en la Via delle Botteghe Oscure.

Desconsagradas
- Oratorio de Sant'Andrea dei pescivendoli, en la Via del Foro Piscario.
- Capilla de Santa Maria del Carmine e del Monte Libano, en la Piazza Costaguti.
- Iglesia de Santa Rita da Cascia in Campitelli, en la Via Montanara.

Desaparecidas
- Iglesia de los Santos Sebastiano y Valentino, demolida poco después de 1870.

### Sitios arqueológicos
- Teatro de Marcelo
- Pórtico de Octavia
- Pórtico de Octavio
- Pórtico de Filipo
- Templo de Apolo Sosiano
- Templo de Belona
- Templo de Juno Reina
- Templo de Hércules de las Musas
- Templo de Neptuno
- Templo de Castor al circo
- Circo Flaminio
- Crypta Balbi
- Teatro de Balbo

## Otros monumentos
- Fuente de las Tortugas
- Fuente de Piazza Giudea

## Geografía humana

### Plazas
- Largo Arenula
- Piazza dei Calcarari
- Piazza Campitelli
- Piazza delle Cinque Scole
- Piazza Costaguti
- Piazza dell'Enciclopedia
- Piazza Lovatelli
- Piazza Mattei
- Piazza di Monte Savello
- Piazza Paganica

### Calles
- Lungotevere dei Pierleoni
- Lungotevere De' Cenci
- Via d'Aracoeli
- Via delle Botteghe Oscure
- Via Michelangelo Caetani
- Via Catalana
- Vicolo Costaguti
- Via dei Delfini
- Via de' Falegnami
- Vicolo de' Falegnami
- Via Florida
- Via del Foro Olitorio
- Via del Foro Piscario
- Via de' Funari
- Via Montanara
- Via di Monte Savello
- Via Paganica
- Vicolo Paganica
- Via dei Polacchi
- Vicolo dei Polacchi
- Via del Portico d'Ottavia
- Via in Publicolis
- Vicolo in Publicolis
- Via della Reginella
- Via di S. Ambrogio
- Via di S. Angelo in Pescheria
- Via di S. Elena
- Vicolo di S. Elena
- Via di S. Maria del Pianto
- Via del Teatro di Marcello
- Via del Tempio
- Via della Tribuna di Campitelli

## Galería de imágenes

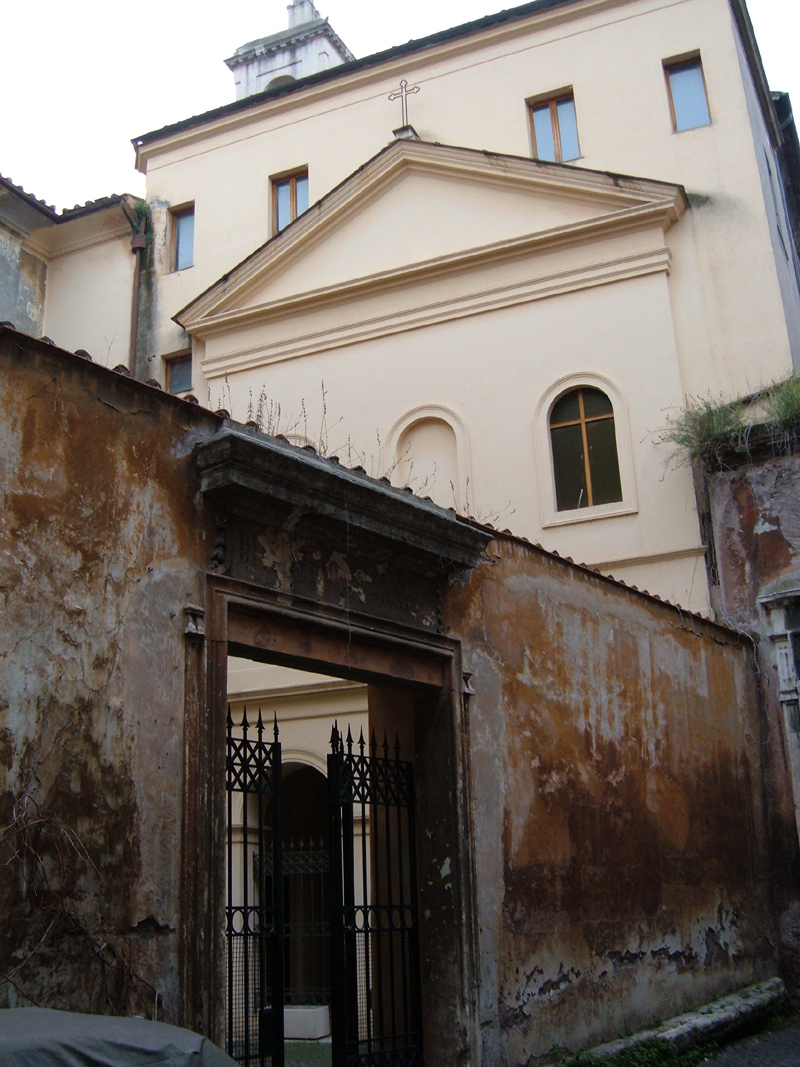
Iglesia de Sant'Ambrogio della Massima.
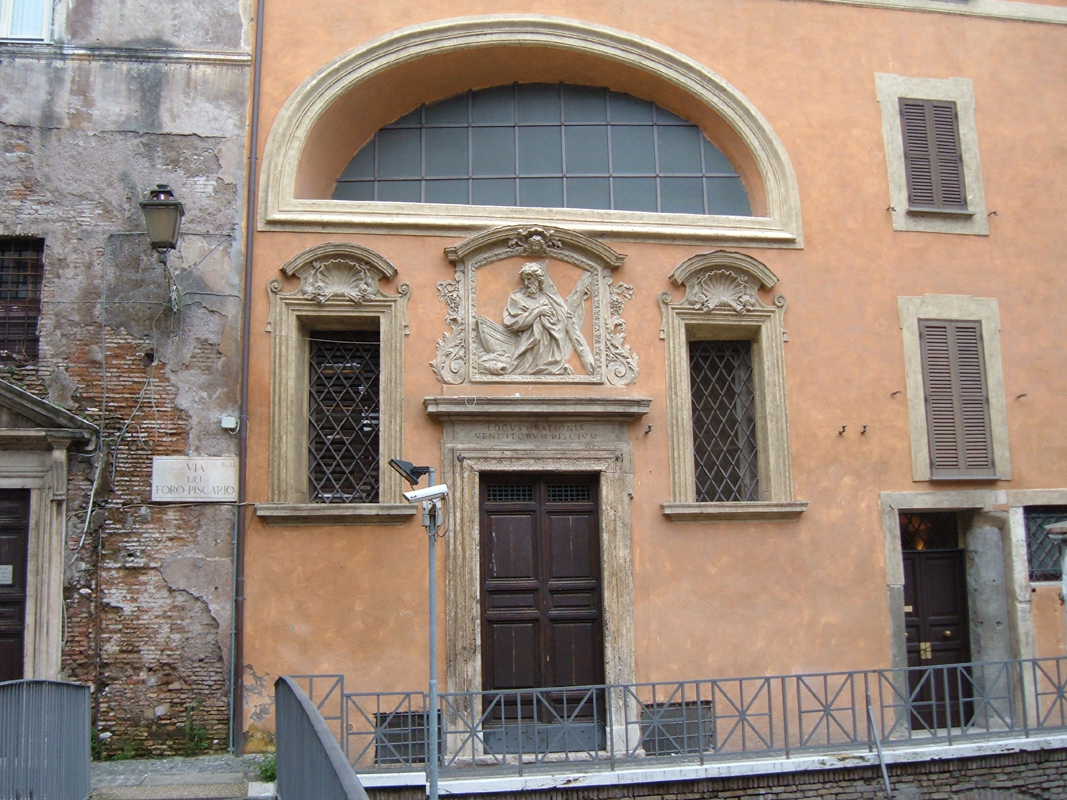
Oratorio de Sant'Andrea dei pescivendoli.
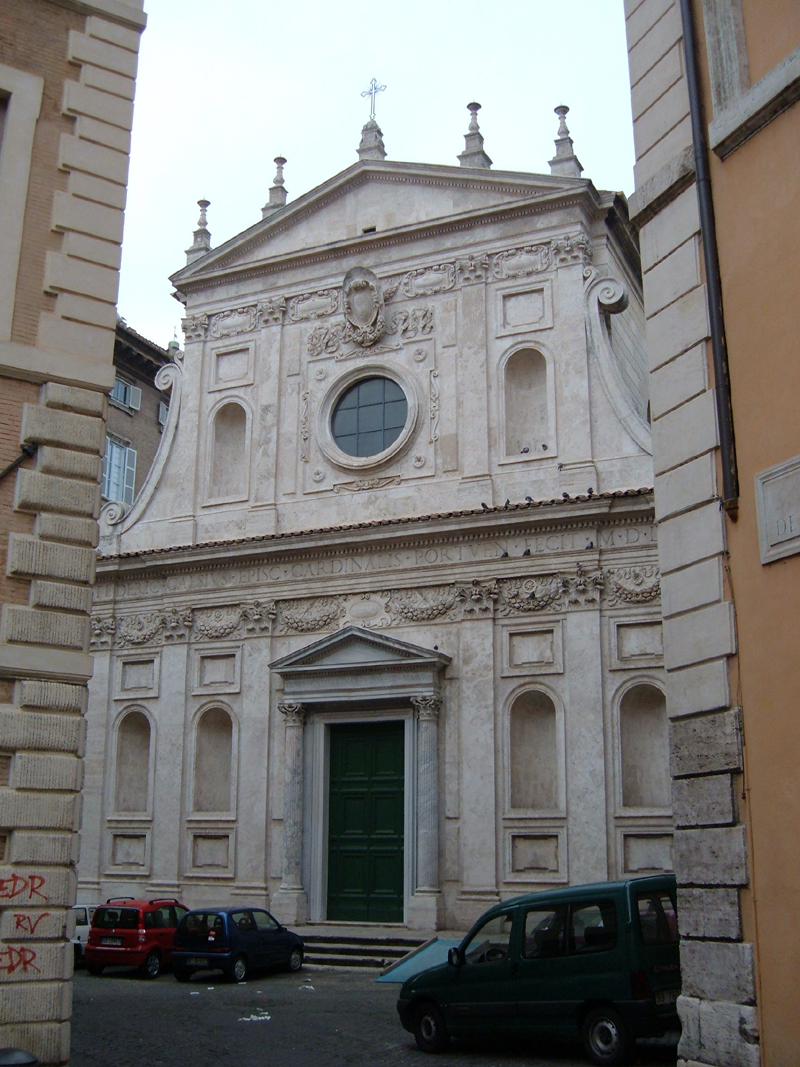
Iglesia de Santa Caterina dei Funari.
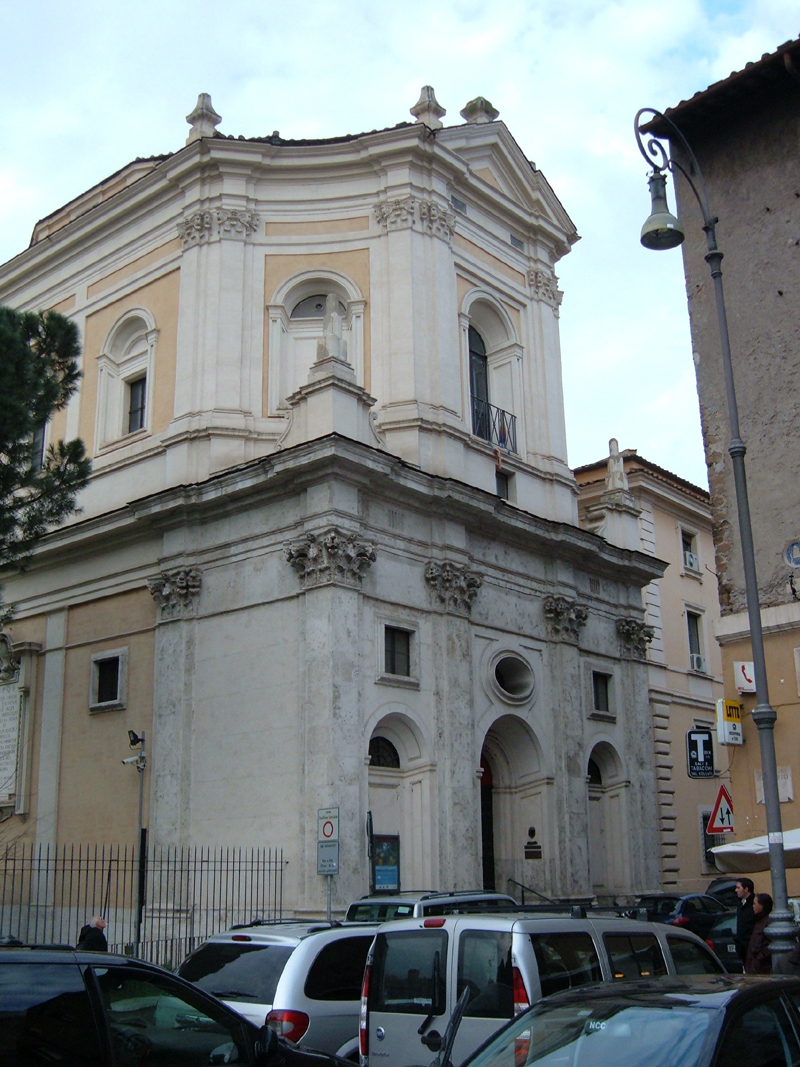
Iglesia de Santa Rita da Cascia in Campitelli.
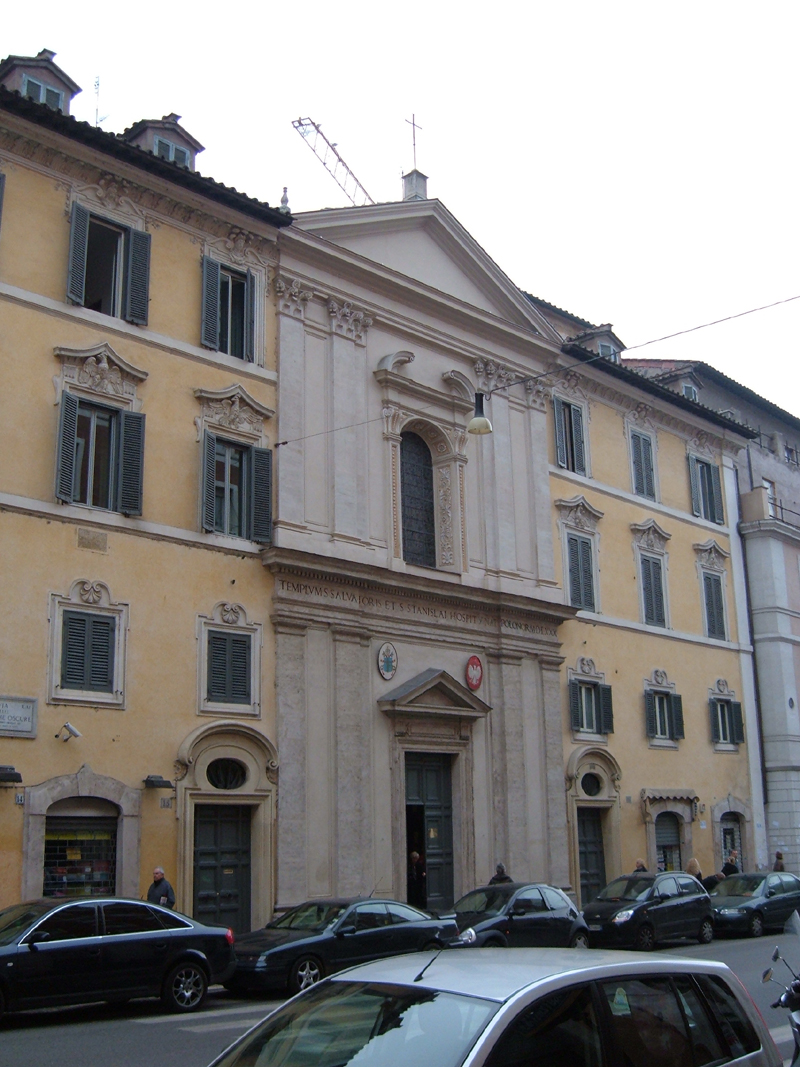
Iglesia de Santo Stanislao dei Polacchi.
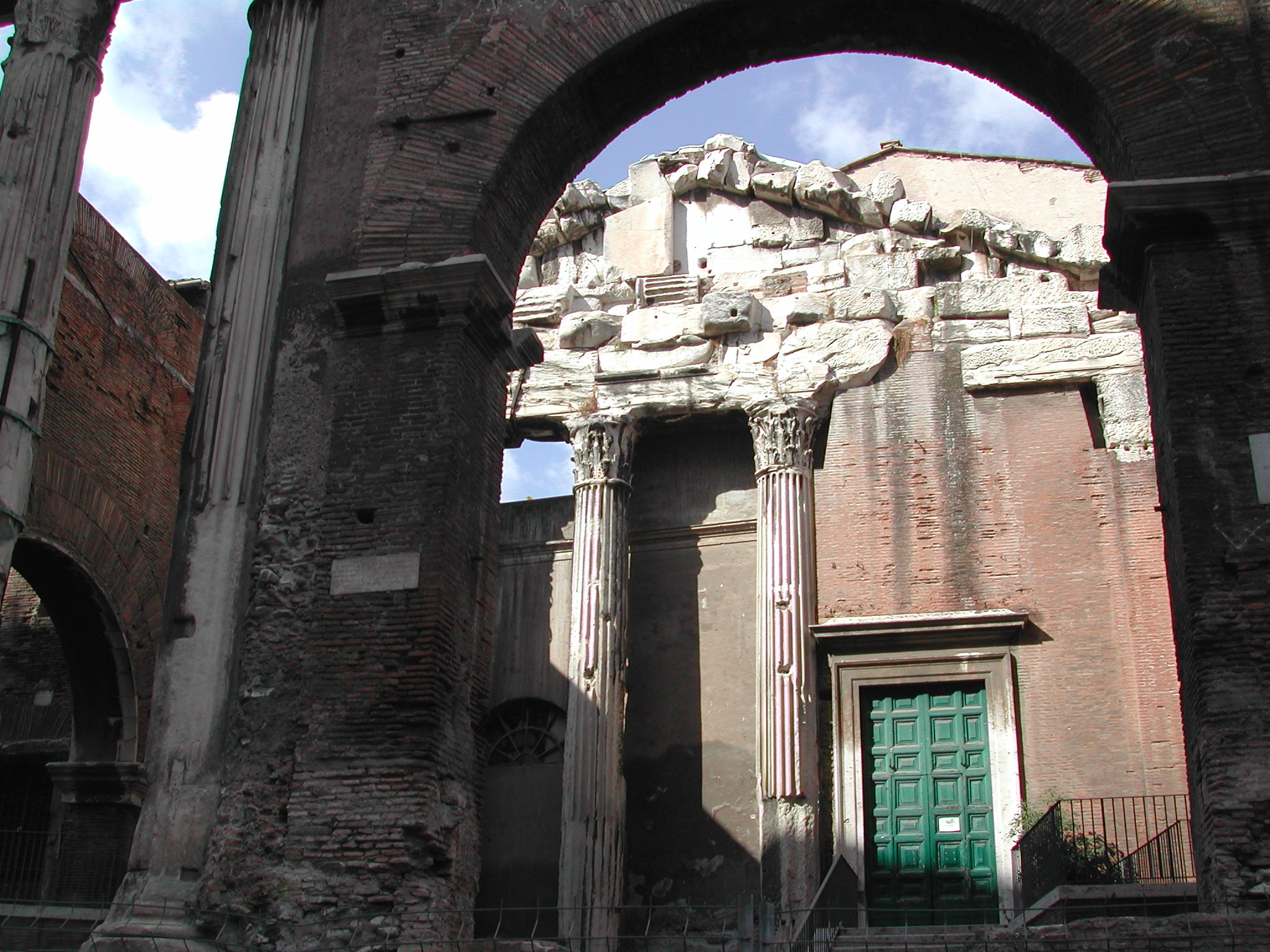
Iglesia de Sant'Angelo in Pescheria.
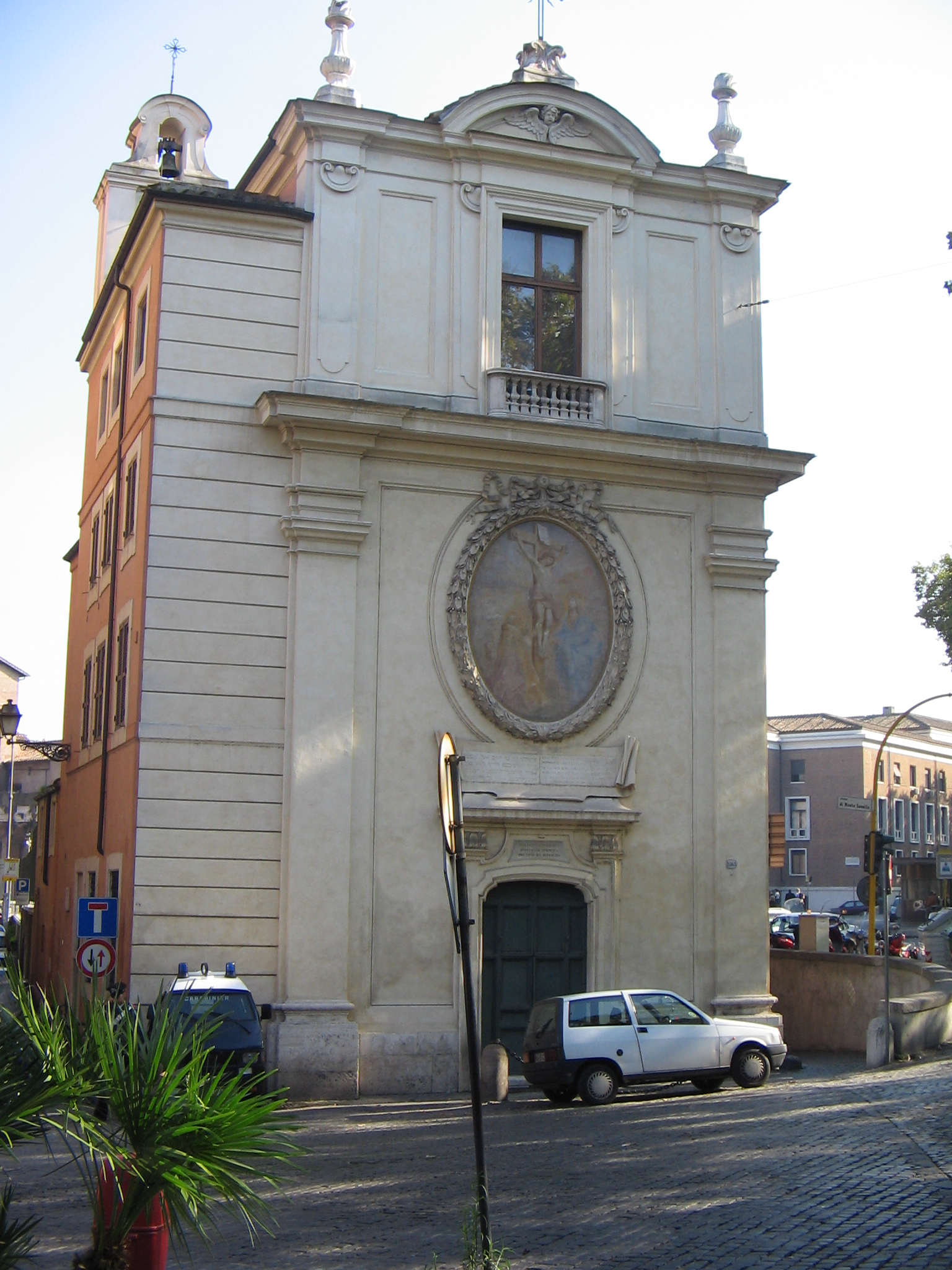
Iglesia de San Gregorio della Divina Pietà.
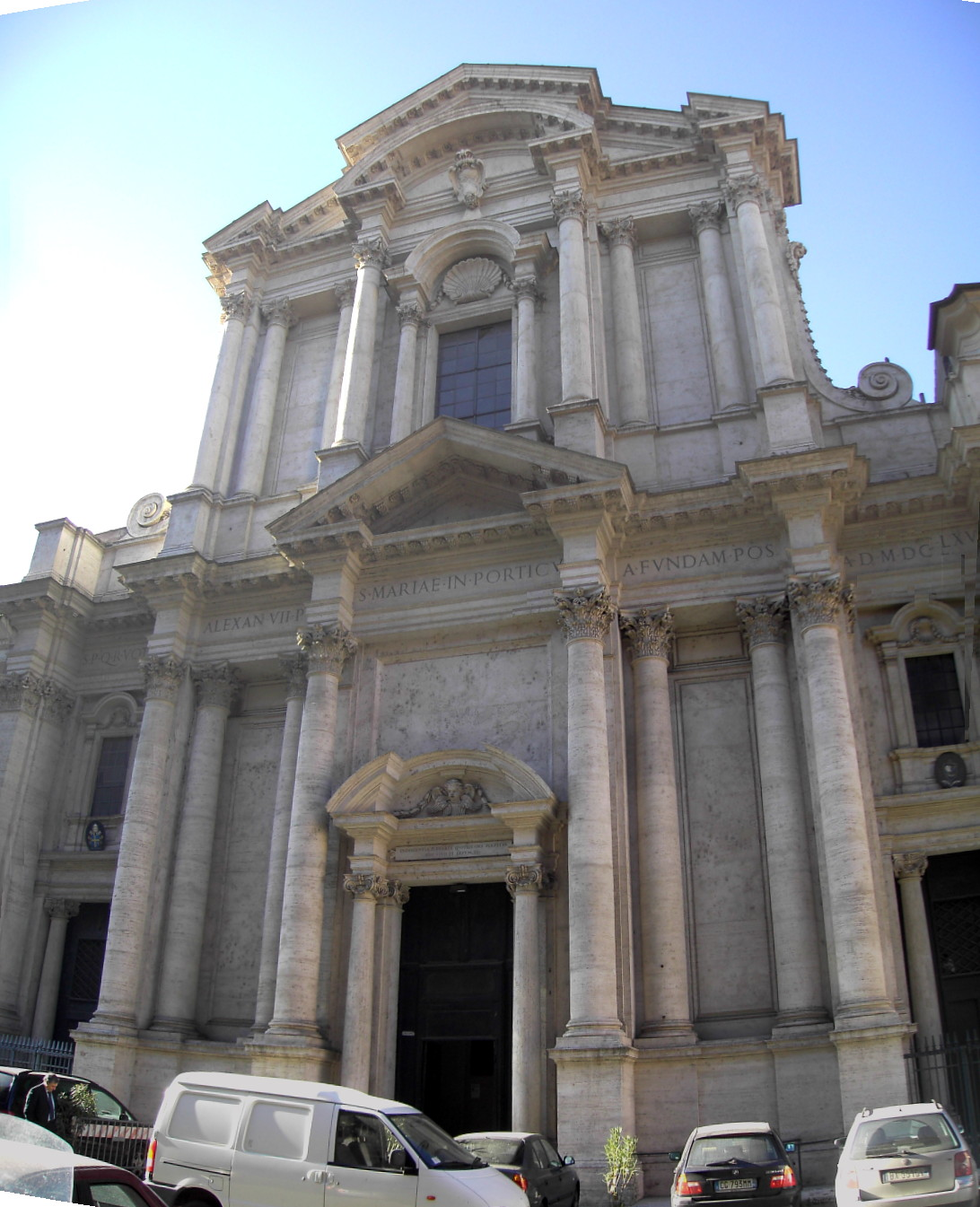
Iglesia de Santa Maria in Portico in Campitelli.
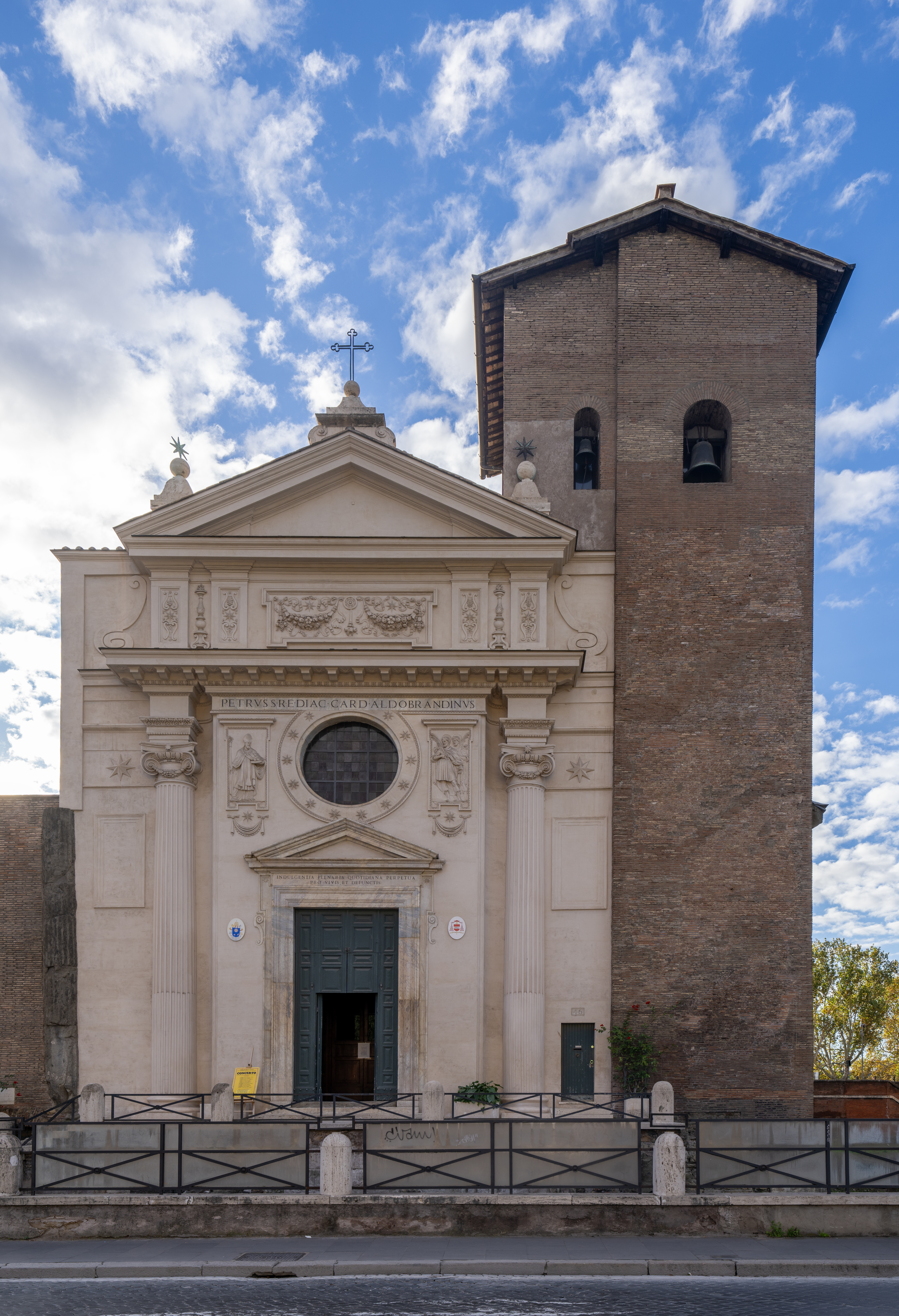
Basílica de San Nicola in Carcere.